# ペーター・グート
ペーター・グート（Peter Guth）はオーストリアのヴァイオリニスト、指揮者。

## 略歴
ウィーン国立音楽大学卒業後、モスクワ音楽院でダヴィッド・オイストラフに学んだ。
1957年にルドルフ・ブッフビンダー（Pf）、ハイディ・リチャウアー（Vc）と結成したウィーン三重奏団の一員として1961年ミュンヘン国際音楽コンクールで第1位となる。ORF交響楽団（現ウィーン放送交響楽団）の初代コンサートマスター、ウィーン交響楽団ヨハン・シュトラウス・アンサンブルの指揮者を歴任した。また1978年にヘルヴェルト・ヴェドラルと共に創設したウィーン・シュトラウス・フェスティヴァル管弦楽団の音楽監督をつとめ、ヨハン・シュトラウス2世の没後100年に当たる1999年のウィーン楽友協会における盛大なガラ・コンサートの指揮を行った。東京オペラシティやサントリーホールのニューイヤーコンサート等で度々来日。シュトラウスだけでなく、レハールをはじめウィーン音楽の演奏でも知られ、ヴァイオリンを弾きながら右手に持った弓で指揮をする。